# Сонго (озеро)
Сонго — озеро на территории Паданского сельского поселения Медвежьегорского района Республики Карелии.

## Общие сведения
Площадь озера — 4,4 км², площадь водосборного бассейна — 1390 км². Располагается на высоте 135,2 метров над уровнем моря.
Форма озера лопастная, продолговатая: вытянуто с северо-запада на юго-восток. Берега изрезанные, каменисто-песчаные, преимущественно возвышенные.
Озеро Сонго является звеном в цепочке озёр «Кяткиозеро (с притоком из озёр Кальгъярви и Пизанца) → Тумасозеро → Унутозеро → Сонго», через которые протекает река Сонго, в итоге впадающая в озеро Селецкое.
В озере расположено не менее четырёх безымянных островов небольшой площади.
Код объекта в государственном водном реестре — 02020001111102000007505.